# Vanjski Hebridi
 Vanjski Hebridi  (škotski gaelski: Innse Gall, ili na h-Eileanan Siar, IPA: [nə helanən ʃiəɾ], engleski:Outer Hebrides, škotski:Ooter Hebrides) također poznati kao Zapadno otočje i  "Dugi otok" (Long Island), je otočje zapadno od obale kopna Škotske. Otoci se geografski podudaraju s Comhairle nan Eilean Siar, jednim od 32 upravna područja Škotske. Oni čine dio Hebrida, odvojenih od kopna i od škotskih Unutarnjih Hebrida vodama Minch, Mali Minch i Hebridskog mora. Škotski gaelski je dominantni govorni jezik, iako u nekoliko područja govornici engleskog čine većinu.
Većina otoka imaju podlogu formiranu iz drevnih metamorfnih stijena i blagu oceansku klimu.  15 naseljenih otoka imaju ukupnu populaciju od oko 26.500, a tu su i više od 50 značajnih nenastanjenih otoka. Od Barra Head do Butt of Lewis ima oko 210 km. Postoje razne važne prapovijesne strukture, od kojih mnoge prije turnira prvih pisanih spomena otoka od rimskih i grčkih autora. 
Zapadni otoci postali dio nordijskog kraljevstva Suðreyjar, koje je trajalo više od 400 godina, sve dok suverenitet nije predan Škotskoj Sporazumom iz Pertha godine 1266. Kontrola na otocima je tada bila u rukama klanskih poglavica, od kojih su bili glavni bili MacLeodi, MacDonaldi, MacKenziejevi i MacNeilovi. Raščišćavanja visočja u 19. stoljeću imala su razarajući učinak na mnoge zajednice, te je tek u posljednjih nekoliko godina stanovništvo prestalo opadati. Velik dio zemljišta je sada pod lokalnom kontrolom i komercijalne aktivnosti se temelje na turizmu, croftingu, ribolovu i tkanju.
Morski prijevoz je bitan i razne trajektne linije prometuju između otoka i kopna. Suvremeni navigacijski sustavi sada minimiziraju opasnosti, ali u prošlosti je olujno more odnosilo puno brodova. Religija, glazba i šport su važne aspekte lokalne kulture, a tu su i brojni određena zaštićena područja. 
Škotsko visinsko govedo podrijetlom je iz Vanjskih Hebrida.

## Naseljeni otoci
| Otok             | Gaelsko ime             | broj stanovnika (2001.) |
| ---------------- | ----------------------- | ----------------------- |
| Lewis i Harris   | Leòdhas agus na Hearadh | 19.918                  |
| South Uist       | Uibhist a Deas          | 1.818                   |
| North Uist       | Uibhist a Tuath         | 1.271                   |
| Benbecula        | Beinn nam Fadhla        | 1.219                   |
| Barra            | Barraigh                | 1.078                   |
| Scalpay          | Sgalpaigh               | 322                     |
| Great Bernera    | Beàrnaraigh Mòr         | 233                     |
| Grimsay (sjever) | Griomasaigh             | 201                     |
| Berneray         | Beàrnaraigh             | 136                     |
| Eriskay          | Èirisgeigh              | 133                     |
| Vatersay         | Bhatarsaigh             | 94                      |
| Baleshare        | Baile Sear              | 49                      |
| Grimsay (jug)    | Griomasaigh             | 19                      |
| Flodaigh         | Flodaigh                | 11                      |
| Fraoch-eilean    | Fraoch-eilean           | 0                       |
| Ukupno           |                         | 26.502                  |